# طبيب

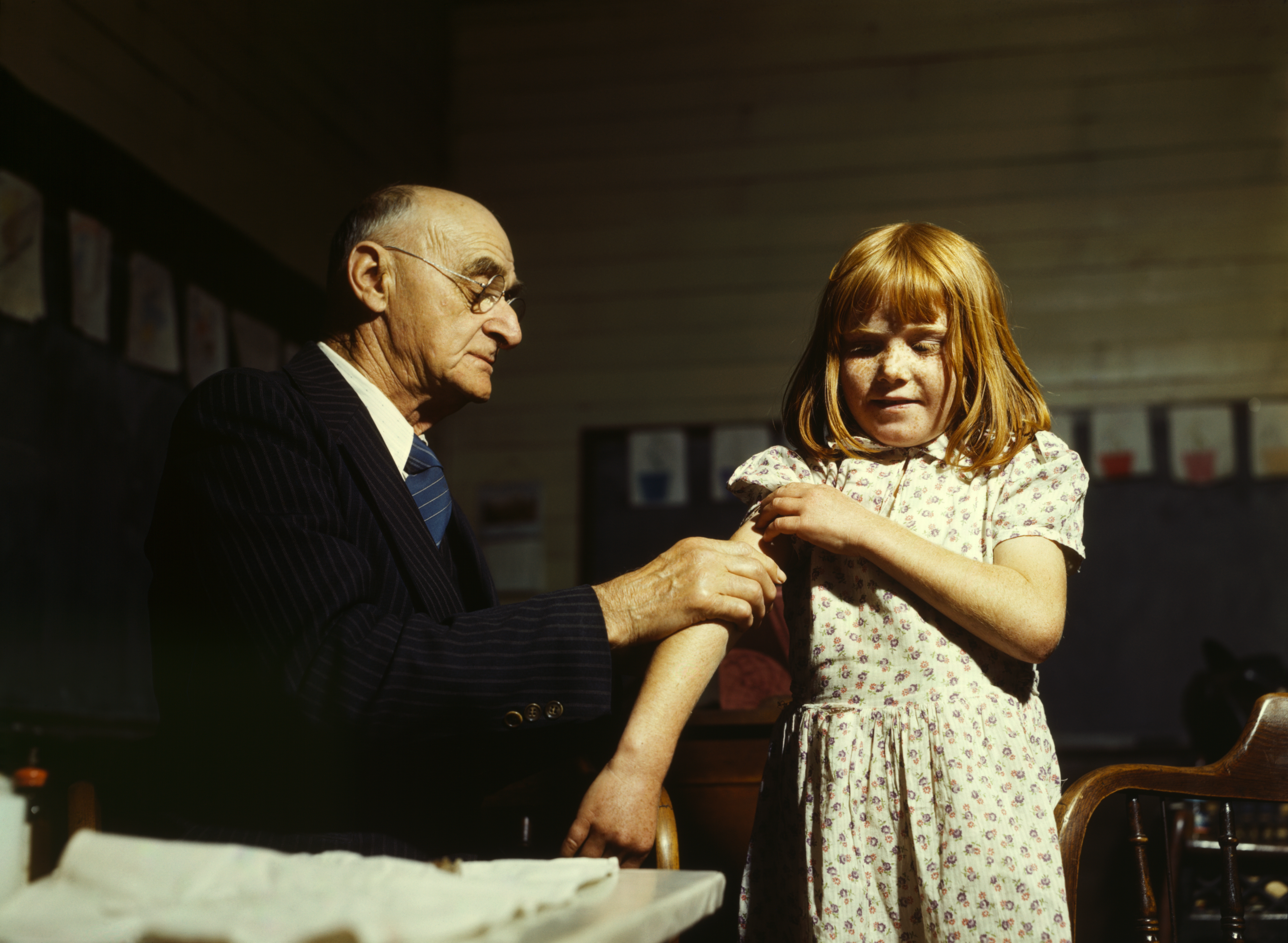
طبيب يقوم بالتطعيم ضد مرض التيفوئيد عام 1943.

الطبيب كما يُعرف بالاسم الأقل شيوعاً الآسي هو من درس علم الطب ومارسها. وهو يعاين المرضى ويشخص لهم المرض ويصرف لهم وصفة يكتب فيها الدواء. والطبيب بعد تخرجه يمارس الطب العام. وإذا استمر في دراسته يتخصص في مجال معين في الطب. وكثير من هذه التخصصات تتحدد في نطاق معين من أجهزة وأعضاء جسم الإنسان مثل العظام والأمراض الباطنية وأمراض المسالك البولية والتناسلية والأنف الأذن والحنجرة والأعصاب وكثير من التفرعات الأخرى. وهناك تخصص بالمرأة وما يتعلق بأمراض النساء والولادة أو الأطفال أو حتى الأجنة. كما أنه بإمكانه التخصص بالجراحة العامة وبتخصصاتها وتفرعاتها.

## تسميات أخرى
من الأسماء الأخرى التي أطلقت على الطبيب، النطاسي والآسي والعرّان والحكيم. والحكيم لا يزال يُطلق على الطبيب من قِبَل بعض العامة في بعض البلدان العربية، أما باقي التسميات فقد اندثرت نوعاً ما.

## رتب الأطباء
تتوزع رُتب الأطباء من أقل درجة علمية إلى أعلى درجة وفقاً للآتي:
| 1 | طبيب امتياز  |
| 2 | طبيب مقيم    |
| 3 | طبيب أخصائي  |
| 4 | أخصائي أول   |
| 5 | طبيب استشاري |

يختلف دور الطبيب ومعنى الكلمة نفسها حول العالم. تختلف الدرجات العلمية والمؤهلات الأخرى على نطاق واسع، ولكن هناك بعض العناصر المشتركة، مثل الأخلاقيات الطبية التي تتطلب أن يُظهر الأطباء الاعتبار والتعاطف تجاه مرضاهم.

## المعاني الحديثة

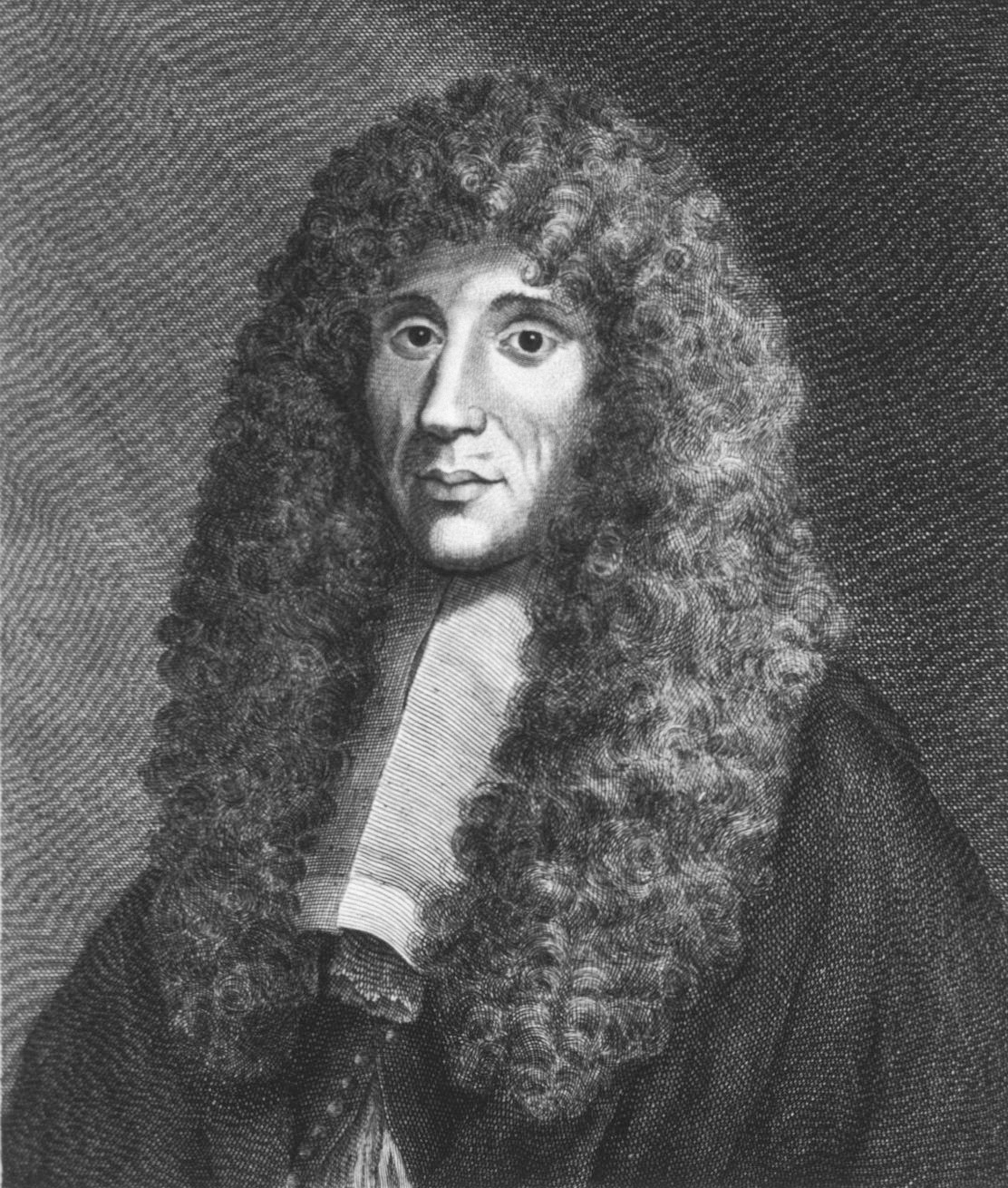
كان الإيطالي فرانشيسكو ريدي، الذي يعتبر مؤسس علم الأحياء التجريبي، أول من أدرك ووصف تفاصيل العديد من الطفيليات بشكل صحيح.

### المتخصص في الطب الباطني
يشير مصطلح «طبيب» (physician بالإنجليزية) في جميع أنحاء العالم إلى اختصاصي في الطب الباطني أو أحد تخصصاته الفرعية العديدة (على عكس الاختصاصي في الجراحة). يعكس هذا المعنى لكلمة طبيب إحساسًا بالخبرة في العلاج بالأدوية، بدلاً من إجراءات الجراحة.
منح هنري الثامن ميثاقًا لكلية لندن الملكية للأطباء في عام 1518. لم يمنح حلاقين الجراحة (سلف كلية الجراحين الملكية) ميثاقهم المنفصل حتى عام 1540. في نفس العام، أنشأ الملك الإنجليزي رئاسة أستاذية Regius للطب في جامعة كامبريدج. من المحتمل أن تصف الجامعات الحديثة مثل هذا الأكاديمي كأستاذ الطب الباطني. ومن ثم، في القرن السادس عشر، كان الطب يعني تقريبًا ما يعنيه مصطلح الطب الباطني الآن.
حاليًا، يمكن وصف الطبيب المتخصص في الولايات المتحدة بأنه طبيب باطني. مصطلح آخر، وهو طبيب المستشفى، قُدِّم في عام 1996، لوصف المتخصصين الأمريكيين في الطب الباطني الذين يعملون بشكل كبير أو حصري في المستشفيات. يشكل هؤلاء «أطباء المستشفى» الآن حوالي 19٪ من جميع أطباء الباطنة العامين في الولايات المتحدة، الذين يطلق عليهم غالبًا الأطباء العامون في دول الكومنولث.
هذا الاستخدام الأصلي، بخلاف الجراح، شائع في معظم أنحاء العالم المتحدث بالإنجليزية بما في ذلك المملكة المتحدة ودول الكومنولث الأخرى (مثل أستراليا وبنغلاديش والهند ونيوزيلندا وباكستان وجنوب إفريقيا وسريلانكا وزيمبابوي)، وكذلك كما هو الحال في البرازيل وهونج كونج وإندونيسيا واليابان وأيرلندا وتايوان. في مثل هذه الأماكن، تنتشر المصطلحات الإنجليزية الأكثر عمومية doctor أو medical practitioner «طبيب أو ممارس طبي»، والتي تصف أي ممارس للطب. في دول الكومنولث، يوصف أطباء الأطفال وأطباء المسنين المتخصصين أيضًا كأطباء متخصصين لديهم تخصص فرعي حسب عمر المريض وليس حسب نظام الأعضاء.

### طبيب وجراح
في جميع أنحاء العالم، يُسْتَخْدَم المصطلح المشترك «الطبيب والجراح» لوصف إما ممارس عام أو أي ممارس طبي بغض النظر عن التخصص. لا يزال هذا الاستخدام يظهر المعنى الأصلي للطبيب ويحافظ على الاختلاف القديم بين الطبيب، كممارس طبي، وكجراح. يمكن استخدام النظير الإنجليزي للمصطلح من قبل المجالس الطبية الحكومية في الولايات المتحدة، ومن قبل الهيئات المماثلة في المقاطعات الكندية، لوصف أي ممارس طبي.

### أمريكا الشمالية

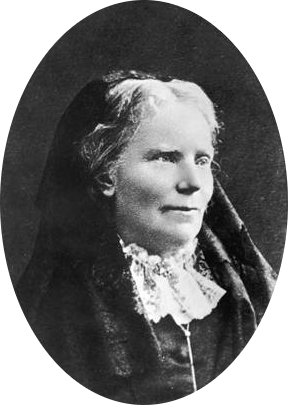
إليزابيث بلاكويل، أول طبيبة تحصل على شهادة الطب في الولايات المتحدة.

في اللغة الإنجليزية الحديثة، يستخدم مصطلح الطبيب بطريقتين رئيسيتين، بمعاني واسعة أو ضيقة نسبيًا على التوالي. هذا التباين هو نتيجة لتطور المصطلح عبر التاريخ وغالبًا ما يكون محيرًا. هذه المعاني والاختلافات موضحة أدناه.
في الولايات المتحدة وكندا، يصف مصطلح الطبيب (physician) جميع الممارسين الطبيين الحاصلين على شهادة طبية مهنية. تستخدم كل من الجمعية الطبية الأمريكية، التي تأسست عام 1847، وكذلك الجمعية الأمريكية لتقويم العظام، التي تأسست عام 1897، مصطلح الطبيب لوصف أعضائها. ومع ذلك، فإن كلية الأطباء الأمريكية، التي تأسست عام 1915 لا تفعل ذلك: عنوانها يستخدم مصطلح الطبيب بمعناه الأصلي.

#### الأطباء الأمريكيون
الغالبية العظمى من الأطباء المدربين في الولايات المتحدة حاصلون على درجة دكتوراه في الطب، ويستخدمون الأحرف الأولى M.D. (دكتور في الطب). بينما في كليات الطب التقويمي وفي حالة حاملي درجة دكتوراه في طب تقويم العظام، يستخدمون الأحرف الأولى DO (طبيب تقويم العظام) ويدرج الدليل العالمي للمدارس الطبية كلاً من المدارس التي تمنح لقبي MD و DO على أنها كليات طب تقع في الولايات المتحدة. بعد الانتهاء من كلية الطب، يكمل الأطباء الإقامة في التخصص الذي سيمارسونه. تتطلب التخصصات الدقيقة إكمال الزمالة بعد الإقامة. يشارك كل من أطباء الMD وال DO في البرنامج الوطني للمطابقة (NRMP).
تتطلب جميع مجالس الشهادات الآن أن يثبت الأطباء، من خلال الفحص، إتقانهم المستمر للمعرفة والمهارات الأساسية للتخصص المختار. تختلف فترة استمرار الشهادات حسب التخصص بين سبع سنوات وعشر سنوات.

##### الرعاية الصحية الأولية
يوجه أطباء الرعاية الصحية الأولية المرضى في الوقاية من المرض واكتشاف المشاكل الصحية في وقت مبكر بينما لا تزال قابلة للعلاج. وهم مقسمون إلى نوعين: أطباء الأسرة وأطباء الباطنة. يُدَّرَبُ أطباء الأسرة أو أطباء الأسرة على رعاية المرضى في أي عمر، بينما يُدَّرَبُ الأطباء الباطنيين على رعاية البالغين. يتلقى أطباء الأسرة تدريبًا علي مجموعة متنوعة من الرعاية، وبالتالي يشار إليهم أيضًا باسم الممارسين العامين. نشأ طب الأسرة من حركة الممارس العام في الستينيات استجابة للتخصص المتزايد في الطب الذي كان يُنظر إليه على أنه يهدد العلاقة بين الطبيب والمريض واستمرارية الرعاية.

#### أطباء علاج القدم
أيضًا في الولايات المتحدة، تعرف الجمعية الطبية الأمريكية لطب الأقدام (APMA) اختصاصي الأقدام بأنهم أطباء وجراحون يندرجون تحت قسم الجراحة في المستشفيات. يخضعون للتدريب بدرجة دكتوراه في طب القدم (DPM). في الولايات المتحدة، يُطلب من أخصائي طب الأقدام إكمال ثلاث إلى أربع سنوات من الإقامة الجراحية بعد التخرج ونيل درجة DPM. مع ذلك، فإقامات علاج القدم أو الزمالات غير معتمدة من قبل ACGME. بعد الإقامة، تتوفر برامج الزمالة لمدة عام إلى عامين في الجراحة التجميلية والجراحة الترميمية للقدم والكاحل والطب الرياضي والعناية بالجروح. يختلف النطاق العام للممارسة من دولة إلى أخرى ولا يشبه نطاق ممارسة الأطباء الحاصلين على درجة MD أو DO. هذه الدرجة متاحة أيضًا في إحدى الجامعات الكندية، وهي جامعة كيبيك في تروا ريفيير. يُطلب من الطلاب عادةً إكمال فترة تدريب داخلي في نيويورك قبل الحصول على درجتهم المهنية. لا يُدرج الدليل العالمي للمدارس الطبية المدارس الأمريكية أو الكندية لطب الأطفال كمدارس طبية ولا يدرج سوى برامج MD و DO الأمريكية وMD الكندية كمدارس طبية للمناطق المعنية.

## العجز الطبي

أطباء لكل 1000 شخص في عام 2016.

يعاني العديد من البلدان في العالم النامي من مشكلة قلة عدد الأطباء. في عام 2015، حذرت جمعية كليات الطب الأمريكية من أن الولايات المتحدة ستواجه نقصًا في الأطباء يصل إلى 90.000 طبيب بحلول عام 2025.

## الدور الاجتماعي ونظرة العالم

### الطب الحيوي
في الثقافة الغربية وعلى مدى القرون الأخيرة، أصبح الطب يعتمد بشكل متزايد على الاختزالية العلمية والمادية. هذا النمط من الطب هو السائد الآن في جميع أنحاء العالم الصناعي، وغالبًا ما يطلق عليه علم الإنسان الطبي. يصوغ الطب الحيوي «جسم الإنسان والمرض في نمط مميز ثقافيًا»، وهو وجهة نظر عالمية يتعلمها طلاب الطب. ضمن هذا التقليد، يعتبر النموذج الطبي مصطلحًا لمجموعة كاملة من الإجراءات التي تُدَرَّب لجميع الأطباء، بما في ذلك التصرفات العقلانية. يوصف التعبير السائد عن هذه النظرة إلى العالم حاليًا بين الأطباء التقليديين، بالطب المسند بالدليل. في الطب التقليدي، لا يزال معظم الأطباء يهتمون بتقاليدهم القديمة.في هذا التقليد الغربي، يُعتبر الأطباء أعضاء في مهنة متعلمة، ويتمتعون بمكانة اجتماعية عالية، غالبًا ما تقترن بتوقعات دخل مرتفع ومستقر وأمان وظيفي. ومع ذلك، غالبًا ما يعمل الممارسون الطبيون لساعات طويلة وغير مرنة، ويحظون بنوبات في أوقات غير مناسبة. تعود مكانتهم العالية جزئيًا إلى متطلبات التدريب المكثفة، وأيضًا بسبب الواجبات الأخلاقية والقانونية الخاصة بوظيفتهم. المصطلح الذي يستخدمه الأطباء عادةً لوصف الشخص الذي يطلب مساعدته هو كلمة مريض (على الرغم من أن الشخص الذي يزور الطبيب لإجراء فحص روتيني قد يُوَصَّفُ بذلك أيضًا). هذه الكلمة (مريض) هي تذكير قديم بالواجب الطبي، حيث أن نظيرتها الإنجليزية تعني «الشخص الذي يعاني». الاسم الإنجليزي يأتي من اللاتينية patiens.
الأطباء بالمعنى الأصلي (الأطباء المتخصصون أو الأطباء الباطنيون، هم عادة أعضاء أو زملاء في المنظمات المهنية، مثل الكلية الأمريكية للأطباء أو كلية الأطباء الملكية في المملكة المتحدة، وهذه العضوية التي يصعب الحصول عليها تمثل علامة على المكانة. 

### الطب البديل
بينما نأى الطب الحيوي المعاصر بنفسه عن جذوره القديمة في الدين والسحر، إلا أن العديد من أشكال الطب التقليدي  والطب البديل تستمر في تبني النزعة الحيوية بأشكال مختلفة: إذ قيل أنه «طالما أن الحياة لها خصائصها السرية الخاصة، فمن الممكن امتلاك العلوم والأدوية القائمة على تلك الخصائص». يصنف المركز الوطني الأمريكي للصحة التكميلية والتكاملية (NCCAM) علاجات الطب التكميلي والبديل إلى خمس فئات أو مجالات، بما في ذلك: أنظمة طبية بديلة، أو أنظمة كاملة للعلاج والممارسة. تدخلات العقل والجسم، أو التقنيات المصممة لتسهيل تأثير العقل على وظائف الجسم وأعراضه؛ والنظم البيولوجية بما في ذلك العلاج بالأعشاب. والطرق المتلاعبة والقائمة على الجسم مثل العلاج بتقويم العمود الفقري والعلاج بالتدليك.
عند النظر في هذه التقاليد البديلة التي تختلف عن الطب الحيوي، يؤكد علماء الأنثروبولوجيا الطبية على أن جميع طرق التفكير في الصحة والمرض لها محتوى ثقافي مهم، بما في ذلك الطب الغربي التقليدي.
الأيورفيدا، والطب العربي اليوناني، والمعالجة المثلية هي أنواع شائعة من الطب البديل.

### صحة الأطباء الخاصة
جادل بعض المعلقين بأن الأطباء عليهم واجبات ليكونوا قدوة لعامة الناس في الأمور الصحية، على سبيل المثال من خلال عدم تدخين السجائر. في الواقع، يدخن عدد قليل نسبيًا من الأطباء في معظم الدول الغربية، ويبدو أن معرفتهم المهنية لها تأثير مفيد على صحتهم وأسلوب حياتهم. وفقًا لدراسة أجريت على أطباء ذكور متوسط العمر المتوقع للأطباء أعلى قليلاً من المحامين أو العديد من المهنيين ذوي التعليم العالي. تشمل أسباب الوفاة التي يقل احتمال حدوثها عند الأطباء عن عامة السكان أمراض الجهاز التنفسي (بما في ذلك الالتهاب الرئوي والتهاب الرئة ومرض الانسداد الرئوي المزمن، ولكن باستثناء انتفاخ الرئة وانسداد مجرى الهواء المزمن الآخر) والوفيات المرتبطة بالكحول وسرطان القولون والشرج والأمراض البكتيرية.
يتعرض الأطباء بالفعل للمخاطر المهنية، وهناك قول مأثور معروف أن «الأطباء هم المرضى الأكثر سوءًا». تشمل أسباب الوفاة التي ثبت أنها أعلى في عدد الأطباء الانتحار بين الأطباء وإيذاء النفس، والأسباب المتعلقة بالمخدرات، وحوادث المرور، وأمراض القلب الوعائية الدماغية ونقص تروية القلب. الأطباء أيضا عرضة للإرهاق المهني. يتجلى هذا في رد فعل ضغط طويل الأمد يتميز بجودة رعاية رديئة تجاه المرضى، والإرهاق العاطفي، والشعور بتراجع الإنجاز الشخصي، وغيرها. أفادت دراسة أجرتها وكالة أبحاث الرعاية الصحية والجودة أن ضغط الوقت كان السبب الأكبر للإرهاق. أفاد استطلاع أجرته الجمعية الطبية الأمريكية أن أكثر من نصف المستطلعين اختاروا «الكثير من المهام البيروقراطية» كسبب رئيسي للإرهاق.

## التعليم والتدريب
يختلف التعليم الطبي والمسارات المهنية للأطباء بشكل كبير في جميع أنحاء العالم.

### جميع الممارسين الطبيين
في جميع البلدان المتقدمة، برامج التعليم الطبي للمبتدئين هي دورات على مستوى التعليم العالي، تُجْرَى في كلية الطب الملحقة بالجامعة. اعتمادًا على الولاية القضائية والجامعة، قد يتبع الالتحاق مباشرة المدرسة الثانوية أو يتطلب تعليمًا جامعيًا مسبقًا. يستغرق الأول عادةً خمس أو ست سنوات لإكماله. البرامج التي تتطلب تعليمًا جامعيًا سابقًا (عادةً ما تكون درجة مدتها ثلاث أو أربع سنوات، غالبًا في العلوم) مدتها أربع أو خمس سنوات. ومن ثم، فإن الحصول على شهادة طبية أساسية قد يستغرق عادةً من خمس إلى ثماني سنوات، حسب الولاية القضائية والجامعة.
بعد الانتهاء من التدريب على مستوى الدخول، غالبًا ما يُطلب من الممارسين الطبيين المتخرجين حديثًا إجراء فترة من الممارسة الخاضعة للإشراف قبل منح التسجيل الكامل، وعادة ما تكون سنة أو سنتين. قد يشار إلى هذا على أنه «فترة تدريب»، أو سنوات «التأسيس» في المملكة المتحدة، أو باسم «التسجيل المشروط» أو «الامتياز» في دول عربية. تتطلب بعض الولايات القضائية، بما في ذلك الولايات المتحدة، إقامات للممارسة.
الممارسون الطبيون حاصلون على درجة طبية خاصة بالجامعة التي تخرجوا منها. تؤهل هذه الدرجة الممارس الطبي ليصبح مرخصًا أو مسجلاً بموجب قوانين ذلك البلد المعين، وأحيانًا في العديد من البلدان، وفقًا لمتطلبات التدريب الداخلي أو التسجيل المشروط.

### المتخصصون في الطب الباطني
يبدأ التدريب التخصصي فور الانتهاء من التدريب على مستوى الدخول، أو حتى قبل ذلك. في بعض الولايات القضائية، يجب على الأطباء المبتدئين إجراء تدريب عام لمدة سنة أو أكثر قبل بدء التخصص. ومن ثم، اعتمادًا على الولاية القضائية، غالبًا ما لا يتم الاعتراف بالطبيب المتخصص (طبيب باطني) كمتخصص حتى اثني عشر عامًا أو أكثر بعد بدء التدريب الطبي الأساسي - من خمس إلى ثماني سنوات في الجامعة للحصول على مؤهل طبي أساسي، وما يصل إلى تسعة أعوام أخرى سنوات لتصبح متخصصًا.

## اللائحة
في معظم الولايات القضائية، يحتاج الأطباء إذنًا من الحكومة لممارسة المهنة. يهدف هذا الإذن إلى تعزيز السلامة العامة، وغالبًا لحماية الإنفاق الحكومي، حيث تُدْعَم الرعاية الطبية بشكل عام من قبل الحكومات الوطنية.
في بعض الولايات القضائية مثل سنغافورة، من الشائع أن يضخم الأطباء مؤهلاتهم بلقب «دكتور» في المراسلات أو بطاقات الأسماء، حتى لو كانت مؤهلاتهم تقتصر على الدرجة الأساسية (على سبيل المثال، مستوى البكالوريوس). في بلدان أخرى مثل ألمانيا، يمكن فقط للأطباء الحاصلين على درجة الدكتوراه الأكاديمية تسمية أنفسهم بالطبيب - من ناحية أخرى، قرر مجلس البحوث الأوروبي أن الدكتوراه الطبية الألمانية لا تفي بالمعايير الدولية لدرجة الدكتوراه البحثية.

### الممارسين الطبيين
من بين البلدان الناطقة باللغة الإنجليزية، تُعرف هذه العملية إما بالترخيص كما هو الحال في الولايات المتحدة، أو بالتسجيل في المملكة المتحدة ودول الكومنولث الأخرى وأيرلندا. المرادفات المستخدمة تختلف في أماكن أخرى مثل colegiación في اسبانيا، ishi menkyo في اليابان، autorisasjon في النرويج، Approbation في ألمانيا، وάδεια εργασίας في اليونان. في فرنسا وإيطاليا والبرتغال، يجب أن يكون الأطباء المدنيون أعضاء في نقابة الأطباء لممارسة الطب.
في بعض البلدان، بما في ذلك المملكة المتحدة وأيرلندا، تنظم المهنة نفسها إلى حد كبير، حيث تؤكد الحكومة سلطة الهيئة المنظمة. أشهر مثال على ذلك على الأرجح هو المجلس الطبي العام لبريطانيا. في جميع البلدان، تسحب السلطات التنظيمية الإذن بالممارسة في حالات سوء التصرف أو سوء السلوك الجسيم.
في الدول الكبيرة الناطقة باللغة الإنجليزية (الولايات المتحدة وكندا وأستراليا)، يتم ترخيص أو تسجيل الممارسين الطبيين على مستوى الولاية أو المقاطعة، أو على المستوى الوطني كما هو الحال في نيوزيلندا. عادة ما يكون للولايات الأسترالية «مجلس طبي»، والذي اُسْتُبْدِل الآن بهيئة تنظيم ممارسي الصحة الأسترالية (AHPRA) في معظم الولايات، بينما يوجد في المقاطعات الكندية عادة «كلية للأطباء والجراحين». تمتلك جميع الولايات الأمريكية وكالة تسمى عادةً «المجلس الطبي»، على الرغم من وجود أسماء بديلة مثل "Board of Medicine" أو "Board of Medical Examiners" أو "Board of Medical Licensure" أو "Board of Healing Arts" أو بعض الاختلافات الأخرى. بعد التخرج من المدرسة المهنية الأولى، فإن الأطباء الذين يرغبون في ممارسة المهنة في الولايات المتحدة عادة ما يخضعون لاختبارات معيارية، مثل USMLE.

### متخصصون في الطب الباطني
لدى معظم البلدان طريقة ما للاعتراف رسميًا بالمؤهلات المتخصصة في جميع فروع الطب، بما في ذلك الطب الباطني. في بعض الأحيان، يهدف هذا إلى تعزيز السلامة العامة من خلال تقييد استخدام العلاجات الخطرة. قد تشمل الأسباب الأخرى لتنظيم المتخصصين توحيد الاعتراف بالعمل في المستشفى والقيود المفروضة على الممارسين الذين يحق لهم تلقي مدفوعات تأمين أعلى للخدمات المتخصصة.

### الإشراف على الأداء والاحتراف
تحظى قضايا الأخطاء الطبية وتعاطي المخدرات وقضايا أخرى في السلوك المهني للطبيب باهتمام كبير في جميع أنحاء العالم، على وجه الخصوص بعد تقرير عام 2000 والذي يعتقد أنه «أطلق حركة سلامة المريض». في الولايات المتحدة، اعتبارًا من عام 2006، هناك عدد قليل من المنظمات التي تراقب الأداء الطبي بشكل منهجي. في الولايات المتحدة، تقوم وزارة شؤون المحاربين القدامى فقط باختبار الأطباء بشكل عشوائي، على عكس ممارسات اختبار العقاقير للمهن الأخرى التي لها تأثير كبير على الرفاهية العامة. تعتمد مجالس الترخيص على مستوى الولاية الأمريكية على التعليم المستمر للحفاظ على الكفاءة. من خلال الاستفادة من بنك بيانات الممارس الوطني، والتقرير التأديبي لاتحاد المجالس الطبية الحكومية، وخدمة ملف تعريف الأطباء بالجمعية الطبية الأمريكية، تقوم المجالس الطبية الحكومية البالغ عددها 67 مجلس بالإبلاغ الذاتي باستمرار عن أي إجراءات سلبية / تأديبية تتخذ ضد طبيب مرخص من أجل أن تُخْطَر المجالس الطبية الأخرى التي يحمل فيها الطبيب أو يتقدم للحصول على ترخيص طبي بشكل صحيح بحيث يمكن اتخاذ إجراءات تصحيحية متبادلة ضد الطبيب المخالف. في أوروبا، اعتبارًا من عام 2009، تخضع الأنظمة الصحية لقوانين وطنية مختلفة، ويمكن أن تختلف أيضًا وفقًا للاختلافات الإقليمية المماثلة للولايات المتحدة.

## هوامش
1. ↑  International Labour Organization (2008). "International Standard Classification of Occupations". data set (بالإنجليزية والفرنسية والإسبانية). International Labour Organization. 4. QID:Q1233766.
2. ↑  من السرياني ܐܣܝܐ (أدى شير. ص. 10)
3. ↑  عبدالله حنا. كتاب المثقفون والسياسة (الأطباء). ص. 11
4. ↑  Principles of Learning and History of Medicine, Graduation School Study ,2nd year, MCST Colleges
5. ↑  Roncalli Amici R (2001). "The history of Italian parasitology" (PDF). Veterinary Parasitology. ج. 98 ع. 1–3: 3–10. DOI:10.1016/S0304-4017(01)00420-4. PMID:11516576. مؤرشف من الأصل (PDF) في 2013-10-23.
6. ↑  H.W. Fowler (1994). A Dictionary of Modern English Usage (Wordsworth Collection). NTC/Contemporary Publishing Company. ISBN:1-85326-318-4. مؤرشف من الأصل في 2021-10-13.
7. ↑  "University of Cambridge: History of the School of Clinical Medicine". جامعة كامبريدج. مؤرشف من الأصل في 2012-12-09. اطلع عليه بتاريخ 2008-02-05.
8. ↑  Wachter R؛ Goldman L (1996). "The emerging role of "hospitalists" in the American health care system". N Engl J Med. ج. 335 ع. 7: 514–7. DOI:10.1056/NEJM199608153350713. PMID:8672160.
9. ↑  Kuo، YF؛ Sharma، G؛ Freeman، JL؛ Goodwin، JS (2009). "Growth in the care of older patients by hospitalists in the United States". N Engl J Med. ج. 360 ع. 11: 1102–1112. DOI:10.1056/NEJMsa0802381. PMID:19279342. See also editorial by Hamel M. B. et al. on pp1141–1143 of same issue {{استشهاد بدورية محكمة}}: تجاهل المحلل الوسيط |PMCID= لأنه غير معروف، ويقترح استخدام |pmc= (مساعدة)
10. ↑  "The Royal Australasian College of Physicians: What are Physicians?". كلية الأطباء الملكية الأسترالاسية. مؤرشف من الأصل في 2008-03-06. اطلع عليه بتاريخ 2008-02-05.
11. ↑  H.W. Fowler (1994). A Dictionary of Modern English Usage (Wordsworth Collection). NTC/Contemporary Publishing Company. ISBN:1-85326-318-4. مؤرشف من الأصل في 2022-03-11.H.W. Fowler (1994). A Dictionary of Modern English Usage (Wordsworth Collection). NTC/Contemporary Publishing Company. ISBN 1-85326-318-4.
12. ↑  Brown, Lesley (2002). The New shorter Oxford English dictionary on historical principles. Oxford [Eng.]: Clarendon. ISBN:0-19-861271-0. مؤرشف من الأصل في 2021-10-09.
13. ↑  Medline Plus (2012). "Doctor of Osteopathic Medicine". U.S. National Library of Medicine of National Institutes of Health. مؤرشف من الأصل في 2016-07-05. اطلع عليه بتاريخ 2012-12-22.
14. ↑  "Choosing Between a Family Medicine Doctor and an Internal Medicine Doctor". beaumont.org. نظام وليام بومونت الصحي. مؤرشف من الأصل في 2021-10-06. اطلع عليه بتاريخ 2020-01-14.
15. ↑  "The difference between family medicine and internal medicine". piedmont.org. Piedmont Hospital. مؤرشف من الأصل في 2021-10-06. اطلع عليه بتاريخ 2020-01-14.
16. ↑  Bernat، Karl؛ Caplea، Andrea. "Family Medicine or Internal Medicine Doctor?". dukehealth.org. نظام الصحة بجامعة ديوك  [لغات أخرى]‏. مؤرشف من الأصل في 2021-10-14. اطلع عليه بتاريخ 2020-01-14.{{استشهاد ويب}}:  صيانة الاستشهاد: علامات ترقيم زائدة (link)
17. ↑  Decker، Fred (9 أغسطس 2018). "Difference Between Internist & General Practitioner". هيوستن كرونيكل. Hearst Newspapers, LLC. مؤرشف من الأصل في 2021-04-14. اطلع عليه بتاريخ 2020-01-14.
18. ↑  "Internal Medicine vs. Family Medicine". acponline.org. كلية الأطباء الأمريكية. مؤرشف من الأصل في 2021-10-06. اطلع عليه بتاريخ 2020-01-14.
19. ↑  "About Podiatry". Apma.org. مؤرشف من الأصل في 2012-05-01. اطلع عليه بتاريخ 2011-09-19.
20. ↑  "Podiatrist". Office of Science Education. مؤرشف من الأصل في 2013-04-29. اطلع عليه بتاريخ 2012-12-22.
21. ↑  "List of Available Fellowships". American College of Foot and Ankle Surgeons. مؤرشف من الأصل في 2021-08-29. اطلع عليه بتاريخ 2021-07-09.
22. ↑  "Scope of Practice Support". ACFAS. مؤرشف من الأصل في 2021-08-29. اطلع عليه بتاريخ 2021-08-29.
23. ↑  "Medical doctors per 1,000 people". Our World in Data. مؤرشف من الأصل في 2021-11-04. اطلع عليه بتاريخ 2020-03-05.
24. ↑  موارد الأطباء
25. ↑  Bernstein، Lenny (3 مارس 2015). "U.S. faces 90,000 doctor shortage by 2025, medical school association warns". مؤرشف من الأصل في 2021-06-29. اطلع عليه بتاريخ 2016-10-27.
26. ↑  A. Gaines، R.A. Hahn، المحرر (1985). "Chapter 1: Introduction (by editors)". Physicians of western medicine. Dordrecht (Netherlands): D. Reidel. ص. 3–22. ISBN:90-277-1790-7.
27. ↑  Good, Byron J (1994). "Chapter (pbk)3". Medicine, rationality, and experience: an anthropological perspective (based on the Lewis Henry Morgan Lectures, at the University of Rochester, NY, in March 1990). Cambridge, UK: Cambridge University Press. ص. 65, 65–87. ISBN:0-521-42576-X.
28. ↑  Laing, R.D. (1971). The politics of the family and other essays. London: Tavistock Publications.
29. ↑  Galdston، Iago، المحرر (1963). "Part 1: Medicine and primitive man (five chapters); Part 2: Medical man and medicine man in three North American Indian societies (three chapters)". Man's image in medicine and anthropology: Monograph IV, Institute of social and historical medicine, New York Academy of Medicine. New York: International Universities Press. ص. 43–334.
30. ↑  Grossinger, Richard (1982) [1980]. Planet medicine: from stone age shamanism to post-industrial healing (ط. Revised). Berkeley, CA, US: North Atlantic Books. ص. 116–131. ISBN:978-1-55643-369-6.
31. ↑  "Complementary and Alternative Medicine – U.S. National Library of Medicine Collection Development Manual". مؤرشف من الأصل في 2019-12-23. اطلع عليه بتاريخ 2008-03-31.
32. ↑  A. Gaines، R.A. Hahn، المحرر (1985). "Chapter 1: Introduction (by editors)". Physicians of western medicine. Dordrecht (Netherlands): D. Reidel. ص. 3–22. ISBN:90-277-1790-7.A. Gaines, R.A. Hahn, ed. (1985). "Chapter 1: Introduction (by editors)". Physicians of western medicine. Dordrecht (Netherlands): D. Reidel. pp. 3–22. ISBN 90-277-1790-7.
33. ↑  Good, Byron J (1994). "Chapter (pbk)3". Medicine, rationality, and experience: an anthropological perspective (based on the Lewis Henry Morgan Lectures, at the University of Rochester, NY, in March 1990). Cambridge, UK: Cambridge University Press. ص. 65, 65–87. ISBN:0-521-42576-X.Good, Byron J (1994). "Chapter (pbk)3". Medicine, rationality, and experience: an anthropological perspective (based on the Lewis Henry Morgan Lectures, at the University of Rochester, NY, in March 1990). Cambridge, UK: Cambridge University Press. pp. 65, 65–87. ISBN 0-521-42576-X.
34. ↑  Galdston، Iago، المحرر (1963). "Part V: Culture and the practice of modern medicine (two chapters)". Man's image in medicine and anthropology: Monograph IV, Institute of social and historical medicine, New York Academy of Medicine. New York: International Universities Press. ص. 477–520.
35. ↑  Joralemon, DonaldJ (1999). "chapter 1: What's so cultural about disease? (pbk)". Exploring medical anthropology. Needham Heights, MA, US: Allyn and Bacon. ص. 1–15. ISBN:0-205-27006-9. مؤرشف من الأصل في 2022-04-07.
36. ↑  Appel JM (2009). "Smoke and mirrors: one case for ethical obligations of the physician as public role model". Camb Q Healthc Ethics. ج. 18 ع. 1: 95–100. DOI:10.1017/S0963180108090142. PMID:19149049.
37. 1 2  Frank E؛ Biola H؛ Burnett CA (أكتوبر 2000). "Mortality rates and causes among U.S. physicians". Am J Prev Med. ج. 19 ع. 3: 155–9. DOI:10.1016/S0749-3797(00)00201-4. PMID:11020591.
38. ↑  Schneck SA (ديسمبر 1998). "'Doctoring' doctors and their families". JAMA. ج. 280 ع. 23: 2039–42. DOI:10.1001/jama.280.23.2039. PMID:9863860.
39. ↑  Frank E؛ Biola H؛ Burnett CA (أكتوبر 2000). "Mortality rates and causes among U.S. physicians". Am J Prev Med. ج. 19 ع. 3: 155–9. DOI:10.1016/S0749-3797(00)00201-4. PMID:11020591.Frank E; Biola H; Burnett CA (October 2000). "Mortality rates and causes among U.S. physicians". Am J Prev Med. 19 (3): 155–9. doi:10.1016/S0749-3797(00)00201-4. PMID 11020591.
40. ↑  "Physician Burnout". وكالة أبحاث الرعاية الصحية والجودة. يوليو 2017. مؤرشف من الأصل في 2021-10-20. اطلع عليه بتاريخ 2020-07-31.
41. ↑  Berg، Sara (3 أغسطس 2018). "Physician burnout: It's not you, it's your medical specialty". الجمعية الطبية الأمريكية. مؤرشف من الأصل في 2021-10-20. اطلع عليه بتاريخ 2020-07-31.
42. ↑  Schmidt، Sarah (30 سبتمبر 2017). "Kommt ein Doktor zum Arzt ..." Sueddeutsche.de. مؤرشف من الأصل في 2019-04-13. اطلع عليه بتاريخ 2017-09-30.
43. ↑  Kramer، Bernd (28 سبتمبر 2015). "Medizin-Promotionen: Akademische Ramschware". Spiegel.de. مؤرشف من الأصل في 2021-04-12. اطلع عليه بتاريخ 2017-09-30.
44. ↑  "AMA Links to state medical boards". مؤرشف من الأصل في 2009-01-29. اطلع عليه بتاريخ 2008-03-01.
45. ↑  Lim MK (فبراير 2004). "Quest for quality care and patient safety: the case of Singapore". Qual Saf Health Care. ج. 13 ع. 1: 71–5. DOI:10.1136/qshc.2002.004994. PMID:14757804. {{استشهاد بدورية محكمة}}: تجاهل المحلل الوسيط |PMCID= لأنه غير معروف، ويقترح استخدام |pmc= (مساعدة)
46. ↑  Committee on Quality of Health Care in America, Institute of Medicine. (2000). To Err is Human: Building A Safer Health System. National Academies Press. Free full-text. نسخة محفوظة 2014-11-12 على موقع واي باك مشين.
47. ↑  Wachter RM (2010). "Patient safety at ten: unmistakable progress, troubling gaps". Health Aff (Millwood). ج. 29 ع. 1: 165–73. DOI:10.1377/hlthaff.2009.0785. PMID:19952010.
48. ↑  Leape LL؛ Fromson JA (يناير 2006). "Problem doctors: is there a system-level solution?". Ann. Intern. Med. ج. 144 ع. 2: 107–15. DOI:10.7326/0003-4819-144-2-200601170-00008. PMID:16418410.
49. ↑  "Medical Board Licensing Service for Physicians seeking an Expedited Medical License with any of the 50 State Medical Boards". MedLicense.com. مؤرشف من الأصل في 2021-04-02. اطلع عليه بتاريخ 2011-09-19.
50. ↑  Suñol R؛ Garel P؛ Jacquerye A (فبراير 2009). "Cross-border care and healthcare quality improvement in Europe: the MARQuIS research project". Qual Saf Health Care. 18 Suppl 1: i3–7. DOI:10.1136/qshc.2008.029678. PMID:19188459. {{استشهاد بدورية محكمة}}: تجاهل المحلل الوسيط |PMCID= لأنه غير معروف، ويقترح استخدام |pmc= (مساعدة)